# Arifat
Arifat (en francès Arifat) és un municipi francès situat al departament del Tarn i a la regió d'Occitània.

## Demografia
| 1851                                       | 1962 | 1968 | 1975 | 1982 | 1990 | 1999 | 2006 | 2016 |
| ------------------------------------------ | ---- | ---- | ---- | ---- | ---- | ---- | ---- | ---- |
| 829                                        | 248  | 215  | 195  | 201  | 171  | 162  | 159  | 166  |
| Des de 1962: població sense dobles comptes |      |      |      |      |      |      |      |      |

## Administració
| Període | Identitat    | Partit |
| ------- | ------------ | ------ |
| 2001-   | Sylvain Cals |        |